# Record du Maroc de natation dames du 100 mètres nage libre
Cet article présente l'évolution du record du Maroc de natation dames du 100 mètres nage libre.

## Bassin de 50 mètres
| Temps         | Athlète       | Naissance | Âge | Club         | Compétition                | Lieu       | Date              |
| ------------- | ------------- | --------- | --- | ------------ | -------------------------- | ---------- | ----------------- |
| 1 min 00 s 40 | Sara El Bekri | 1987      | 20  | RCA Natation | Championnats du Maroc (f)  | Casablanca | 20 juillet 2007   |
| -----         |               |           |     |              |                            |            |                   |
| 58 s 60       | Sara El Bekri | 1987      | 21  | RCA Natation | Championnats du Maroc (f)  | Casablanca | 25 juillet 2008   |
| 58 s 38       | Sara El Bekri | 1987      | 23  | RCA Natation | Championnats du Maroc (f)  | Casablanca | 23 juillet 2010   |
| 58 s 30       | Sara El Bekri | 1987      | 23  | RCA Natation | Championnats d'Afrique (f) | Casablanca | 14 septembre 2010 |

## Bassin de 25 mètres
| Temps   | Athlète       | Naissance | Âge | Club         | Compétition | Lieu      | Date            |
| ------- | ------------- | --------- | --- | ------------ | ----------- | --------- | --------------- |
| 59 s 92 | Sara El Bekri | 1987      | 20  | RCA Natation |             | El Jadida | 7 avril 2007    |
| -----   |               |           |     |              |             |           |                 |
| 59 s 09 | Sara El Bekri | 1987      | 23  | RCA Natation |             |           | 13 octobre 2010 |